# Río Alster
El río Alster es un río situado en el norte de Alemania. Tiene una longitud de 56 km. Nace en Henstedt-Ulzburg, Schleswig-Holstein. Fluye a través de Hamburgo y desemboca en el río Elba. A su paso por Hamburgo forma dos lagos: el Außenalster (Alster exterior) y el Binnenalster (Alster interior).

## El lago Alster
Se compone de dos lagos: el lago exterior conocido como Außenalster y el lago interior denominado Binnenalster. Ambos lagos están separados por el puente Lombardsbrücke y el Kenedybrücke.

## Außenalster (Alster exterior)
El Außenalster mide 164 hectáreas, tiene una profundidad de 4,5 metros y se sitúa al norte del Lago Alster. El agua del lago procede del río Alster por el norte, así como de los ríos Osterbek y Wandse por el este. Alrededor de él se sitúa el parque Alsterpark, cuyo perímetro es de 7,4 km. Cuando llega el buen tiempo se convierte en punto de reunión de los habitantes de la ciudad y el lugar perfecto para realizar diferentes actividades y deportes al aire libre. En el Außenalster se practican diversos deportes náuticos como la vela y el remo. En torno a este lago se encuentran grandes villas y algunos consulados. 
El puente Lombardsbrücke data del siglo XVII y separa el Außenalster del Binnenalster. Debido al crecimiento del tráfico de vehículos y a la imposibilidad de que el puente soportara el peso de los automóviles y otros transportes se construyó en 1953, otro nuevo puente al norte del puente Lombardsbrücke que recibió en 1963 el nombre de John F. Kennedy en honor al presidente norteamericano asesinado aquel mismo año.

## Binnenalster (Alster interior)
El Binnenalster tiene una superficie de 18 hectáreas y es más pequeño que el Außenalster. Recibe su nombre porque esta parte del lago se sitúa en el interior de la ciudad. Posee una espectacular fuente o Alsterfountaine situada en el medio del lago. El chorro de agua puede alcanzar hasta los 60 metros de altura. Grandes empresas, centros comerciales, entidades bancarias y pequeños cafés se ubican a su alrededor. Una de las calles principales que recorre el Binnenalster se llama Jungfernstieg, que fue la primera calle que se asfaltó en Alemania (1838). Hasta entonces era un paseo bordeado por frondosos árboles y zona de paseo para los ciudadanos de la ciudad. La calle recibe su nombre debido a los paseos que las familias con hijas solteras y en edad de casarse (“Jungfern” o vírgenes) realizaban todos los domingos a lo largo del paseo.

## El pequeño Alster (Kleine Alster)
Un pequeño Alster se encuentra en la parte sur del lago Alster. Mide 200 metros de largo. El agua procede del Binnenalster y da lugar a un canal, Alsterfleet.
En la parte noroeste limita con las Arcadas del puente del Alster (Alsterarkaden). Junto a la orilla se alza una escalinata que lleva a un pequeño paseo y a la plaza central de la ciudad (Rathausmarkt) en donde se encuentra el ayuntamiento de Hamburgo; esta plaza está inspirada en la Plaza de San Marcos de Venecia.

## Canal del Alster (Alsterfleet)
En el puente Schleusen (Schleusenbrücke) el pequeño Alster se convierte en un canal que desemboca no muy lejos de la estación de metro Baumwall en el bajo Elba.